# О строении человеческого тела

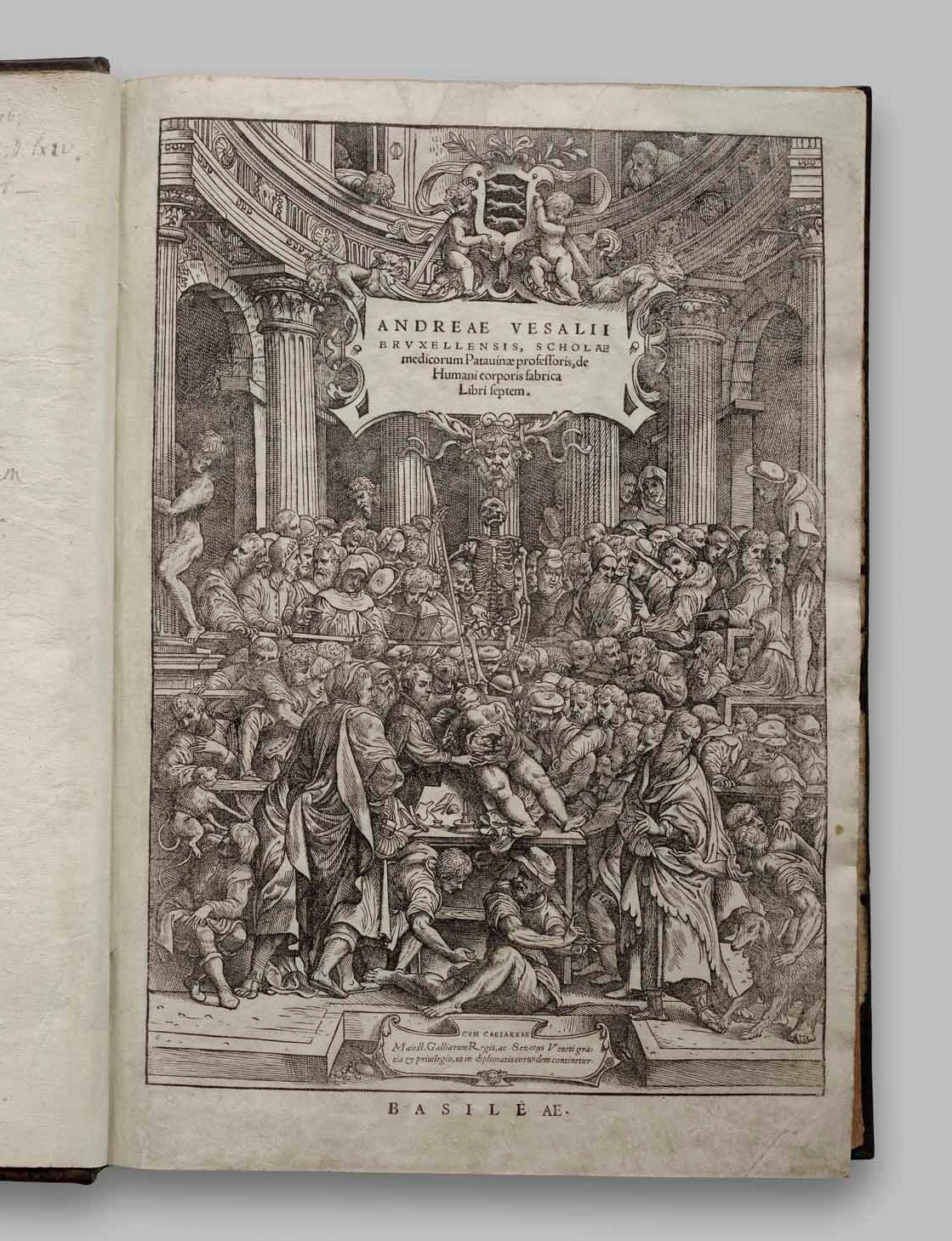
Титульный лист «Строения человеческого тела», напечатанного Иоганном Опорином в 1543 году

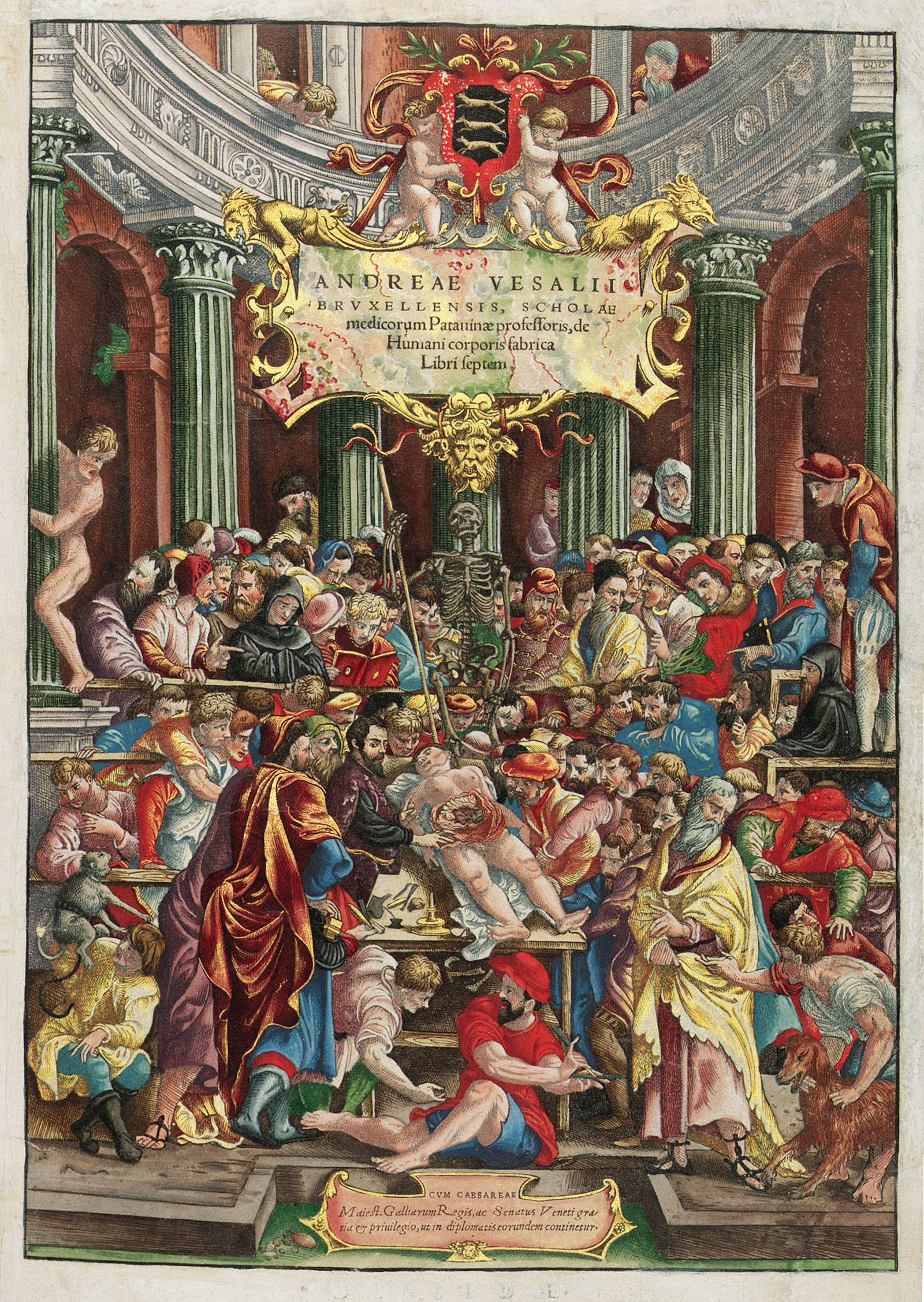
Первый экземпляр книги, раскрашенный вручную. Подарочный экземпляр для Карла V

«О строении человеческого тела, в семи книгах» (лат. De humani corporis fabrica libri septem) — учебник по анатомии человека, написанный Андреасом Везалием в 1543 году.

## Описание и значение
В основу книги легли лекции, которые он читал в Падуе. Эти лекции отличались от принятых в то время тем, что Везалий для иллюстрации своих слов препарировал человеческие трупы. В книге содержится тщательное исследование органов и всего устройства человеческого тела. Публикация такой книги стала возможной благодаря многим достижениям эпохи Возрождения, включая открытия в изобразительных искусствах, а также изобретения в технике книгопечатания. Благодаря последним, иллюстрации в книге превосходят точностью и тонкостью линий всё, что было прежде.
В «Строении» исправлены грубые ошибки Галена, включая идею, согласно которой печень, а не сердце, является центром кровеносной системы. Однако Везалий всё же остался верным некоторым из ошибочных представлений Галена, например, он тоже считал разными жидкостями венозную и артериальную кровь. Ошибка эта была исправлена Уильямом Гарвеем в его сочинении «О венозных клапанах» в 1628 году.
Везалий опубликовал работу в возрасте 30 лет, потратив много сил на то, чтобы книга была как можно более совершенной. Её иллюстрации обладают высокими художественными достоинствами, и современные учёные считают, что они были созданы скорее в мастерской Тициана, чем Иоганном Стефаном де Калькаром (Johannes Stephanus of Calcar), который сделал рисунки, гораздо худшие по стилю, для предыдущих трудов Везалия. Ксилографии, исполненные по этим рисункам, также во много раз превосходили гравюры в прежних анатомических атласах; нередко те иллюстрации делались самими авторами-анатомами. Клише гравюр были отправлены в Базель, так как Везалий пожелал, чтобы книгу печатал один из лучших печатников того времени, Иоганн Опорин.
Успех «Описания» принес Везалию не только материальное благополучие, но и славу. Он был назначен врачом Карла Пятого, которому Везалий посвятил работу, а также подарил первый экземпляр. 
Фармакологический интерес представляет упоминание в «Строении» наперстянки, которая по-прежнему используется для лечения сердечной недостаточности.

## Издания
Первый экземпляр книги, подаренный Карлу Пятому, был переплетён в пурпурный шёлк, а раскрашенные вручную иллюстрации не встречаются ни в одном другом экземпляре. Второе издание книги вышло в 1555 году.
В библиотеке Браунского университета хранится экземпляр «Строения», переплетённый в человеческую кожу. Переплёт «отполирован до светло-коричневого цвета с золотым оттенком» и, по словам тех, кто видел эту книгу, выглядит как лучший переплет из лучшей кожи. Использование человеческой кожи для переплёта не было чем-то необычным всего пару сотен лет назад. Употреблялась кожа казнённых преступников и бедняков .
До наших дней сохранилось около 150 экземпляров «De humani corporis Fabrica».
В 2007 году канадский врач и ценитель старинных книг Джерард Вогринчич приобрел за $14 256 одну из книг 1555 года издания, которая была признана бракованной из-за записей на полях. Вогринчич сравнил почерк надписей с копиями уцелевших рукописей Везалия и удостоверился, что аннотации на полях книги сделал сам мастер. Согласно проведённым исследованиям, это были правки к третьему изданию «De humani corporis Fabrica», которое осталось неизданным. Книга была продана на аукционе в 2024 году за $2,228 млн и отправилась в музей Лёвенского католического университета.

## Переводы на русский язык
В 17 веке иеромонах Епифаний Славинецкий сделал первый русский перевод (опубликован не был, рукопись не сохранилась). В 1950 и 1954 годах вышло издание перевода, сделанного В. Н. Терновским и С. П. Шестаковым
.